# Bay of Plenty (Bucht)

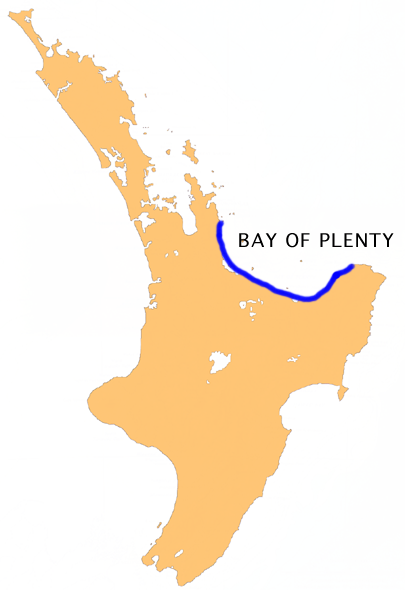
Lage der Bay of Plenty

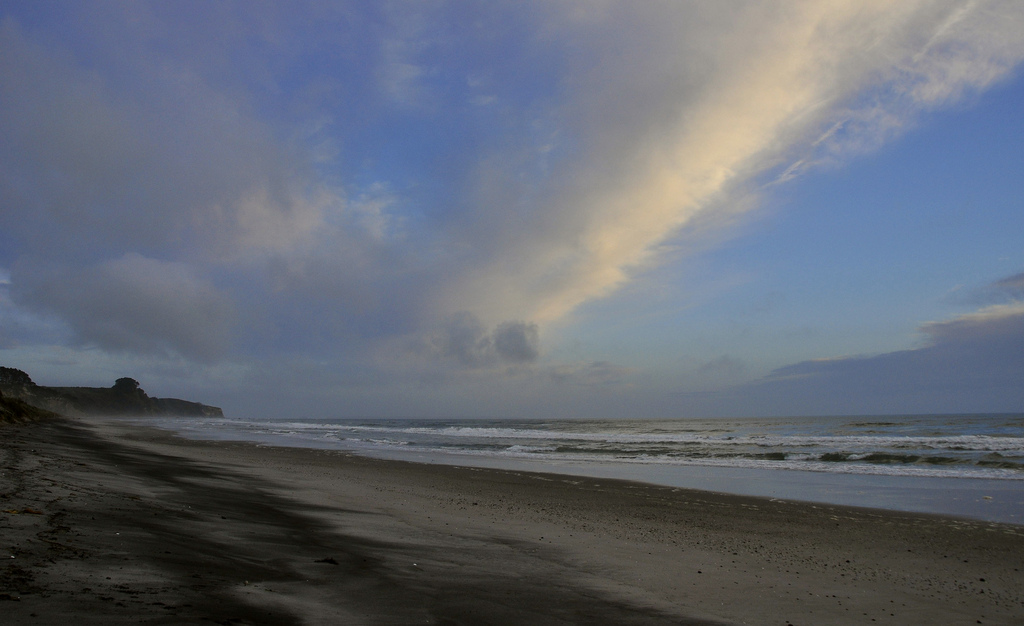
Pukehina Beach in der Bay of Plenty

Die Bay of Plenty ist eine Bucht auf der Nordinsel Neuseelands. Sie befindet sich an der Nordküste der gleichnamigen Region.

## Geographie
Sie erstreckt sich von der Coromandel Peninsula im Westen bis zum Cape Runaway im Osten. Die Region wird im Westen durch die Bergkette der Kaimai Range und das Mamaku Plateau begrenzt und dehnt sich bis in die dünn besiedelten Waldgebiete um Rotorua, Kawerau und Murupara aus. In der Bucht liegen einige Inseln, die bekanntesten sind Mayor Island / Tūhua, Motiti Island und Moutohora Island, sowie der aktive Vulkan von Whakaari / White Island.

## Namensherkunft
Ihren Namen erhielt die Bucht von James Cook im Oktober oder November des Jahres 1769. Cook nannte sie Bay of Plenty (deutsch „Bucht des Überflusses“), nachdem er reiche Nahrungsmittelvorräte in mehreren Dörfern von Māori entdeckt hatte. Dies stand in großem Kontrast zu den Beobachtungen, die er zuvor in der Poverty Bay (deutsch „Bucht der Armut/Armseligkeit“) gemacht hatte.

## Schiffsunfall
2011 kam es zu einem Ölunfall in der Bay of Plenty. Das Containerschiff Rena einer griechischen Reederei lief unter liberianischer Flagge auf das Astrolabe Reef vor Tauranga auf. In wochenlangen Rettungsaktionen konnte der Großteil der ursprünglich etwa 2000 Tonnen Schweröl an Bord des Schiffes abgepumpt werden, obwohl das Schiff selbst sogar auseinanderbrach. Etwa 400 Tonnen gelangten aber ins Meer und verursachten den Tod von 2000 Meeresvögeln. Zudem mussten einige Strände von schwerer Ölverschmutzung gereinigt werden, was den neuseeländischen Behörden zufolge 130 Millionen Neuseeländische Dollar kostete. Durch das größtenteils erfolgreiche Abpumpen blieben der Bucht allerdings noch stärkere Beeinträchtigungen erspart.